# Asterella fissisquama
Asterella fissisquama là một loài rêu trong họ Aytoniaceae. Loài này được Steph. Hässel de Menéndez mô tả khoa học đầu tiên năm 1962.